# Europa Universalis: Rome
Europa Universalis: Rome is een strategiespel dat in 2008 werd uitgebracht als het vierde deel in de Europa Universalis-serie. Het spel werd ontwikkeld door Paradox Development Studio en uitgegeven door Paradox Interactive. Het was het tweede spel dat gebruik maakte van de eigen Clausewitz Engine van Paradox.
De oorspronkelijke release was op 15 april 2008 in Noord-Amerika, gevolgd door een Europese release op 18 april. Een versie voor macOS werd in juli 2008 uitgebracht door Virtual Programming.

## Gameplay
Het spel speelt zich af tijdens de klassieke oudheid, van 280 v.Chr. (het begin van de Pyrrhische Oorlog) tot 27 v.Chr., bij de opkomst van het Romeinse Rijk. Spelers kunnen kiezen uit meer dan 53 verschillende facties, verdeeld over tien prominente culturen, waaronder de Romeinen, Grieken, Egyptenaren, Kelten en Carthagers. De gameplay combineert diplomatie, economie, militaire campagnes en intern bestuur.

## Uitbreidingen en versies
De enige officiële uitbreiding van het spel, Vae Victis, verscheen op 19 november 2008. Deze voegde onder meer nieuwe politieke mechanismen toe, waaronder senaten en machtsstrijd binnen republieken en monarchieën.
Hoewel Paradox plannen had voor een tweede uitbreiding, met als focus de tijd van Alexander de Grote, is deze nooit ontwikkeld. Op 23 juli 2010 bracht Virtual Programming de Europa Universalis: Rome Gold Edition uit voor macOS, waarin de basegame en Vae Victis zijn gebundeld.